# Donzela-de-Fiji
a donzela-de-Fiji (Chrysiptera taupou), é uma espécie de donzela nativa de recifes de coral do Oceano Pacífico. É um peixe muito procurado para ser mantido em aquários, pois necessita de baixa manutenção, além de se dar bem com várias outras espécies de peixes e invertebrados. Na natureza, buscam se esconder entre ramos de corais duros e moles, pois é uma espécie um pouco tímida, mas territorial com semelhantes.
Essa espécie é nativa do Oceano Pacífico, podendo ser encontrada em todo Mar de Coral para Vanuatu, Fiji e Tonga, além de também ser encontrada na costa da Austrália, ao longo da Grande Barreira de Coral.